# Wachsz Kurgonteppa
Wachsz Kurgonteppa (tadż. Клуби футболи «Вахш» Қӯрғонтепа) – tadżycki klub piłkarski, mający siedzibę w mieście Kurgonteppa, w południowo-zachodniej części kraju.

## Historia
Chronologia nazw:
- 1960: Wachsz Kurgonteppa (ros. «Вахш» Курган-Тюбе)
- 1966: Pachtakor Kurgonteppa (ros. «Пахтакор» Курган-Тюбе)
- 1985: Wachsz Kurgonteppa (ros. «Вахш» Курган-Тюбе)
- 1993: Stroitiel Kurgonteppa (ros. «Строитель» Курган-Тюбе)
- 1994: Wachsz Kurgonteppa (ros. «Вахш» Курган-Тюбе)
- 1999: Nuri Wachsz Kurgonteppa (ros. «Нури Вахш» Курган-Тюбе)
- 2000: Wachsz Kurgonteppa (ros. «Вахш» Курган-Тюбе)

Piłkarski klub Wachsz został założony w miejscowości Kurgonteppa w 1960 roku. W 1966 z nazwą Pachtakor Kurgonteppa debiutował w Klasie B, strefie środkowoazjatyckiej i kazachskiej Mistrzostw ZSRR. W 1970 po reorganizacji systemu lig występował w Klasie B, strefie środkowoazjatyckiej, w której zajął 5 miejsce. W 1971 z powstaniem Wtoroj Ligi nie zakwalifikował się do grona najlepszych i pożegnał się z rozgrywkami na szczeblu profesjonalnym. Dopiero w 1979 ponownie startował w Drugiej Lidze, 5 strefie, w której występował do 1991, z wyjątkiem sezonu 1985. W 1985 powrócił do historycznej nazwy Wachsz Kurgonteppa. 
W 1992 po uzyskaniu niepodległości przez Tadżykistan zespół debiutował w rozgrywkach Wyższej Ligi Tadżykistanu. W debiutanckim sezonie zajął 3. miejsce w końcowej klasyfikacji. W 1993 klub nazywał się Stroitiel Kurgonteppa, ale w następnym roku powrócił do historycznej nazwy. Pierwszy sukces przyszedł w 1997, kiedy to zespół zdobył mistrzostwo oraz Puchar Tadżykistanu. W 1997 debiutował w rozgrywkach pucharów azjatyckich. W 1999 zmienił nazwę na Nuri Wachsz Kurgonteppa, ale w 2000 znów wrócił do nazwy Wachsz Kurgonteppa.

## Sukcesy

### Trofea międzynarodowe
| \| \| Zdobyte trofea w rozgrywkach międzynarodowych (stan na: 31-12-2015) \| |                                                                     |      |          |
| Rozgrywki                                                                    | Osiągnięcie                                                         | Razy | Sezon(y) |
| · Liga Mistrzów AFC                                                          | zdobywca                                                            | 0    |          |
| · Liga Mistrzów AFC                                                          | finalista                                                           | 0    |          |
| · Liga Mistrzów AFC                                                          | runda 2                                                             | 1    | 1998/99  |
| Puchar AFC                                                                   | zdobywca                                                            | 0    |          |
| Puchar AFC                                                                   | finalista                                                           | 0    |          |
| Azjatycki Puchar Zdobywców                                                   | zdobywca                                                            | 0    |          |
| Azjatycki Puchar Zdobywców                                                   | finalista                                                           | 0    |          |
| Azjatycki Puchar Zdobywców                                                   | runda 1                                                             | 1    | 1997/98  |
| Puchar Prezydenta AFC                                                        | zdobywca                                                            | 0    |          |
| Puchar Prezydenta AFC                                                        | finalista                                                           | 1    | 2006     |
| FIFA                                                                         | Zdobyte trofea w rozgrywkach międzynarodowych (stan na: 31-12-2015) |      |          |

### Trofea krajowe
Tadżykistan
| \| \| Zdobyte trofea w rozgrywkach Tadżykistanu (stan na: 31-12-2015) \| |                                                                 |      |                        |
| Rozgrywki                                                                | Osiągnięcie                                                     | Razy | Sezon(y)               |
| Mistrzostwo                                                              | I miejsce                                                       | 3    | 1997, 2005, 2009       |
| Mistrzostwo                                                              | II miejsce                                                      | 1    | 2004                   |
| Mistrzostwo                                                              | III miejsce                                                     | 4    | 1992, 2006, 2007, 2010 |
| Puchar                                                                   | zdobywca                                                        | 2    | 1997, 2003             |
| Puchar                                                                   | finalista                                                       | 2    | 2002, 2005             |
| II liga                                                                  | I miejsce                                                       | 0    |                        |
| II liga                                                                  | II miejsce                                                      | 0    |                        |
| II liga                                                                  | III miejsce                                                     | 0    |                        |
| Tadżykistan                                                              | Zdobyte trofea w rozgrywkach Tadżykistanu (stan na: 31-12-2015) |      |                        |

ZSRR
| \| \| Zdobyte trofea w rozgrywkach Związku Radzieckiego (stan na: 31-12-1991) \| |                                                                         |      |                  |
| Rozgrywki                                                                        | Osiągnięcie                                                             | Razy | Sezon(y)         |
| Mistrzostwo                                                                      | I miejsce                                                               | 0    |                  |
| Mistrzostwo                                                                      | II miejsce                                                              | 0    |                  |
| Mistrzostwo                                                                      | III miejsce                                                             | 0    |                  |
| Puchar                                                                           | zdobywca                                                                | 0    |                  |
| Puchar                                                                           | finalista                                                               | 0    |                  |
| Puchar                                                                           | 1/64 finału                                                             | 2    | 1990/91, 1991/92 |
| II liga                                                                          | I miejsce                                                               | 0    |                  |
| II liga                                                                          | II miejsce                                                              | 0    |                  |
| II liga                                                                          | III miejsce                                                             | 0    |                  |
|                                                                                  | Zdobyte trofea w rozgrywkach Związku Radzieckiego (stan na: 31-12-1991) |      |                  |

- Wtoraja Liga ZSRR (D3):
  - 4. miejsce w grupie 7: 1989
- Mistrzostwo Tadżyckiej SRR:
  - mistrz (3x): 1961, 1978, 1985
- Puchar Tadżyckiej SRR:
  - zdobywca (1x): 1965
- Puchar WNP:
  - 4.miejsce w grupie: 1998, 2006, 2010

## Stadion
Klub rozgrywa swoje mecze domowe na stadionie Centralnym w Kurgonteppie, który może pomieścić 10 000 widzów.

## Piłkarze
Znani piłkarze:
- Hakim Fuzajlow
- Rahmatullo Fuzajlow
- / Siergiej Mandrieko
- / Muhsin Muhammadijew
- Asatullo Nurullojew
- Aleksiej Niegmatow
- Troy Ready
- Daler Tuhtasunow
- Rustam Zabirov

## Trenerzy
...
- 1984–1991:  Wohid Gulomhajdarow

...
- 1994–2007:  Uraz Turakulow
- 2007–2008:  Salohitdin Gafurow
- 10.2008–2008:  Tohirdżon Muminow (p.o.)
- 2008–2011:  Asliddin Habibullojew
- 2011–02.2014:  Salohitdin Gafurow
- 02.2014–06.2014:  Tohirdżon Muminow (p.o.)
- 06.2014–...:  Salohitdin Gafurow